# 그대 이름은 장미
"그대 이름은 장미"는 2019년 1월 16일에 개봉한 대한민국의 영화이다.

## 캐스팅
- 유호정 : 홍장미 역
- 하연수 : 어린 홍장미 역
- 박성웅 : 유명환 역
- 오정세 : 최순철 역
- 이원근 : 어린 유명환 역
- 최우식 : 어린 최순철 역
- 채수빈 : 홍현아 역
- 박준면 : 강자 역
- 윤복인 : 최미란 역
- 이준혁 : 오 반장 역
- 황석정 : 한명희 역
- 조수연 : 어린 강자 역
- 오하늬 : 어린 최미란 역
- 김정현 : 이우성 역
- 리민 : 공장반장 역
- 우정국 : 강자남편 역
- 이재욱 : 르느와르사장 역
- 김춘기 : 명환부 역
- 김록경 : 김 순경 역
- 박대원 : 우성친구 1 역
- 오우진 : 우성친구 2 역
- 신영규 : 우성친구 3 역
- 이나현 : 현아친구 역
- 박지홍 : 음치취객 1 역
- 신담수 : 음치취객 2 역
- 김용화 : 음치취객 3 역
- 김민중 : 음치취객 4 역
- 박찬우 : 밴드리더 역
- 강부현 : 통기타가수 역
- 김준근 : 피아노 역
- 강성실 : 드럼 역
- 박준태 : 베이스 역
- 하지찬 : 색소폰 역
- 어영수 : 트럼펫 역
- 박주언 : 트럼본 역
- 김우진 : 명환친구 1 역
- 서한결 : 명환친구 2 역
- 이진혁 : 단속반경찰 역
- 최자연 : 간호사 역
- 남태부 : 건달 김군 역
- 고나희 : 4살 현아 역
- 박용 : 나이트취객 1 역
- 민찬욱 : 나이트취객 2 역
- 이주원 : 나이트취객 3 역
- 조제웅 : 나이트웨이터 역
- 채현원 : 나이트댄서 1 역
- 선정찬 : 나이트댄서 2 역
- 윤가현 : 여관주인 역
- 한철우 : 성난고객남 1 역
- 김태현 : 성난고객남 2 역
- 정혜경 : 펀드아줌마 1 역
- 정혜정 : 펀드아줌마 2 역
- 김서원 : 변호사 역
- 김정수 : 판사 역
- 김동훈 : 파출소경찰 역
- 최원호 : 공인중개사 역
- 윤슬 : 은행원 역
- 이은석 : 신한국사장 역
- 채수아 : 신한국직원 1 역
- 최종윤 : 신한국직원 2 역
- 박숙명 : 녹즙기아줌마 역
- 유미란 : 아파트아줌마 역
- 김병귀 : 로비고객남 역
- 장세현 : 순철제자 1 역
- 김우혁 : 순철제자 2 역
- 이상미 : 순철제자 3 역
- 이빛나 : 순철제자 4 역
- 김상우 : 순철제자 5 역
- 송진아 : 순철제자 6 역
- 이지민 : 여대생손님 1 역
- 정유나 : 여대생손님 2 역
- 정여진 : 여공 1 역
- 박소진 : 여공 2 역
- 이선민 : 여공 3 역
- 안서희 : 여공 4 역
- 김나영 : 여공 5 역
- 오성현 : 미니스커트녀 역
- 김관모 : 르느와르 손님들 역
- 김지은 : 르느와르 손님들 역
- 김지원 : 르느와르 손님들 역
- 박상호 : 르느와르 손님들 역
- 박지운 : 르느와르 손님들 역
- 정종태 : 르느와르 손님들 역
- 정태윤 : 르느와르 손님들 역
- 지영호 : 르느와르 손님들 역
- 유병용 : 르느와르 손님들 역
- 이동훈 : 르느와르 손님들 역
- 이태린 : 르느와르 손님들 역
- 최소라 : 르느와르 손님들 역
- 최현준 : 르느와르 손님들 역
- 장태성 : 자동차사고남 역 (우정출연)
- 김기덕 : 라디오DJ (목소리) 역 (우정출연)
- 김민종 : 라디오DJ (목소리) 역 (우정출연)
- 이지애 : 방송사회자 역 (특별출연)

## 같이 보기
- 2019년 대한민국의 영화 목록

## 수상
- 2019년 제7회 서울구로국제어린이영화제 후보 가족영화 특별전